# Plethodontidae
Famille
Les Plethodontidae sont une famille d'urodèles. Elle a été décrite par John Edward Gray en 1850.

## Répartition
Les 29 genres se rencontrent principalement en Amérique, de l'extrême sud de l'Alaska et de la Nouvelle-Écosse jusqu'à l'est du Brésil et le centre de la Bolivie. Mais il existe un genre isolé en Europe, Speleomantes, avec huit espèces qui vivent en Italie, en Sardaigne et en France (Alpes-maritimes uniquement), et un autre genre isolé en Corée du Sud avec une seule espèce : Karsenia koreana.

## Description
Il s'agit de salamandres sans poumons, chez qui la respiration se fait au travers de la peau et des tissus de l'intérieur de la bouche.

## Liste des sous-familles et genres
Selon Amphibian Species of the World (1er mars 2020) :
- sous-famille Hemidactyliinae Hallowell, 1856
  - genre Aquiloeurycea Rovito, Parra-Olea, Recuero, and Wake, 2015
  - genre Batrachoseps Bonaparte, 1839
  - genre Bolitoglossa Duméril, Bibron & Duméril, 1854
  - genre Bradytriton Wake & Elias, 1983
  - genre Chiropterotriton Taylor, 1944
  - genre Cryptotriton García-París & Wake, 2000
  - genre Dendrotriton Wake & Elias, 1983
  - genre Eurycea Rafinesque, 1822
  - genre Gyrinophilus Cope, 1869
  - genre Hemidactylium Tschudi, 1838
  - genre Isthmura Dubois and Raffaelli, 2012
  - genre Ixalotriton Wake and Johnson, 1989
  - genre Nototriton Wake & Elias, 1983
  - genre Nyctanolis Elias & Wake, 1983
  - genre Oedipina Keferstein, 1868
  - genre Parvimolge Taylor, 1944
  - genre Pseudoeurycea Taylor, 1944
  - genre Pseudotriton Tschudi, 1838
  - genre Stereochilus Cope, 1869
  - genre Thorius Cope, 1869
  - genre Urspelerpes Camp, Peterman, Milanovich, Lamb, Maerz & Wake, 2009
- sous-famille Plethodontinae Gray, 1850
  - genre Aneides Baird, 1851
  - genre Desmognathus Baird, 1850
  - genre Ensatina Gray, 1850
  - genre Hydromantes Gistel, 1848
  - genre Karsenia Min, Yang, Bonett, Vieites, Brandon & Wake, 2005
  - genre Phaeognathus Highton, 1961
  - genre Plethodon Tschudi, 1838
  - genre Speleomantes Dubois, 1984

## Taxinomie
La classification de cette famille a fortement évolué à la suite des travaux de Vieites, Román, Wake et Wake de 2011, qui ont fusionné les trois anciennes sous-familles des Bolitoglossinae, des Hemidactyliinae et des Spelerpinae dans une seule sous-famille des Hemidactyliinae agrandie.

## Étymologie
Le nom de cette famille, Plethodontidae, vient du grec πλῆθος / plêthos, « grande quantité », et ὀδούς, ὀδόντος / odoús, odóntos, « dent », suivi du suffixe désignant une famille, donc « à très nombreuses dents » en référence au grand nombre de petites dents que possèdent les espèces de cette famille.

## Publication originale
- Gray, 1850 : Catalogue of the Specimens of Amphibia in the Collection of the British Museum. Part II. Batrachia Gradientia (texte intégral)